# 1320-ті до н. е.

## Правителі
- фараони Єгипту Тутанхамон та Ай;
- царі Міттані Шуттарна III та Шаттіваза;
- цар Ассирії Елліль-нірарі;
- цар Вавилонії Курільгазу ІІ;
- царі Хатті Суппілуліума I, Арнуванда ІІ, Мурсілі II.